# Потребительная стоимость
Потребительная стоимость (нем. Gebrauchswert) — обладающий для потребителя какой-либо полезностью предмет (вещь), который удовлетворяет некую потребность. В классической и марксистской политэкономии считается, что потребительная стоимость является воплощением физического бытия предмета, что делает его полезным для тех или иных целей. При этом потребительных стоимостей у вещи может быть несколько — в зависимости от направлений её использования.
Потребительная стоимость не имеет количественного измерения. В «Критике политической экономии» Карл Маркс отмечал, что у всякого продукта есть производственная себестоимость и потребительная стоимость, и если продукт продаётся как товар на рынках, то у него появляется меновая стоимость, чаще всего выражаемая как цена. При этом сам по себе факт продажи лишь подтверждает полезность товара, но ничего не говорит нам про характер экономики, в которой товар произвели и продали.
Австрийская экономическая школа не использует понятие «потребительная стоимость», она оперирует более общим термином «полезность», который более тесно связывают с ценой товара.